# Grande synagogue de Brody
La grande synagogue de Brody  est un bâtiment classé de la ville de Brody dans l'oblast de Lviv, en Ukraine occidentale. Achevée en 1742, elle fut sérieusement endommagée durant l'occupation nazie et se présente aujourd'hui comme une ruine.

## Historique
Après l'incendie d'un premier bâtiment en 1696, une nouvelle synagogue est construite en pierre. Les travaux furent finis dans 1742. C'est une synagogue de style renaissance qui est fortifié. Elle a été classée et rénovée en 1935.
La synagogue est ruinée depuis l'assassinat  de la communauté juive de Brody par les nazis jusqu'en 1943. La communauté, l'une des plus importantes en Galicie, comptait 9 000 personnes avant l'invasion par le IIIe Reich pendant la Seconde Guerre mondiale.

## Images

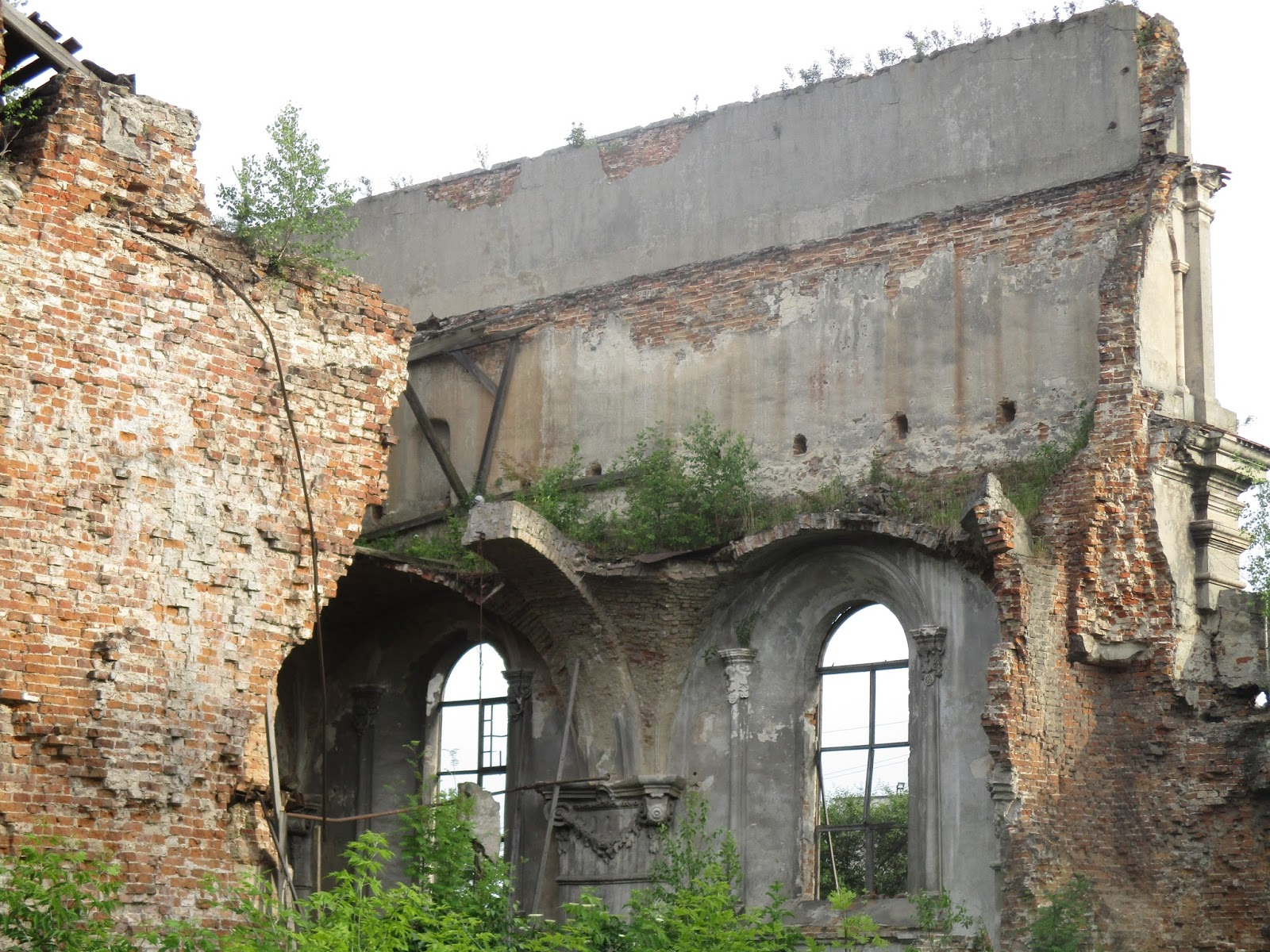
L'intérieur aujourd'hui.
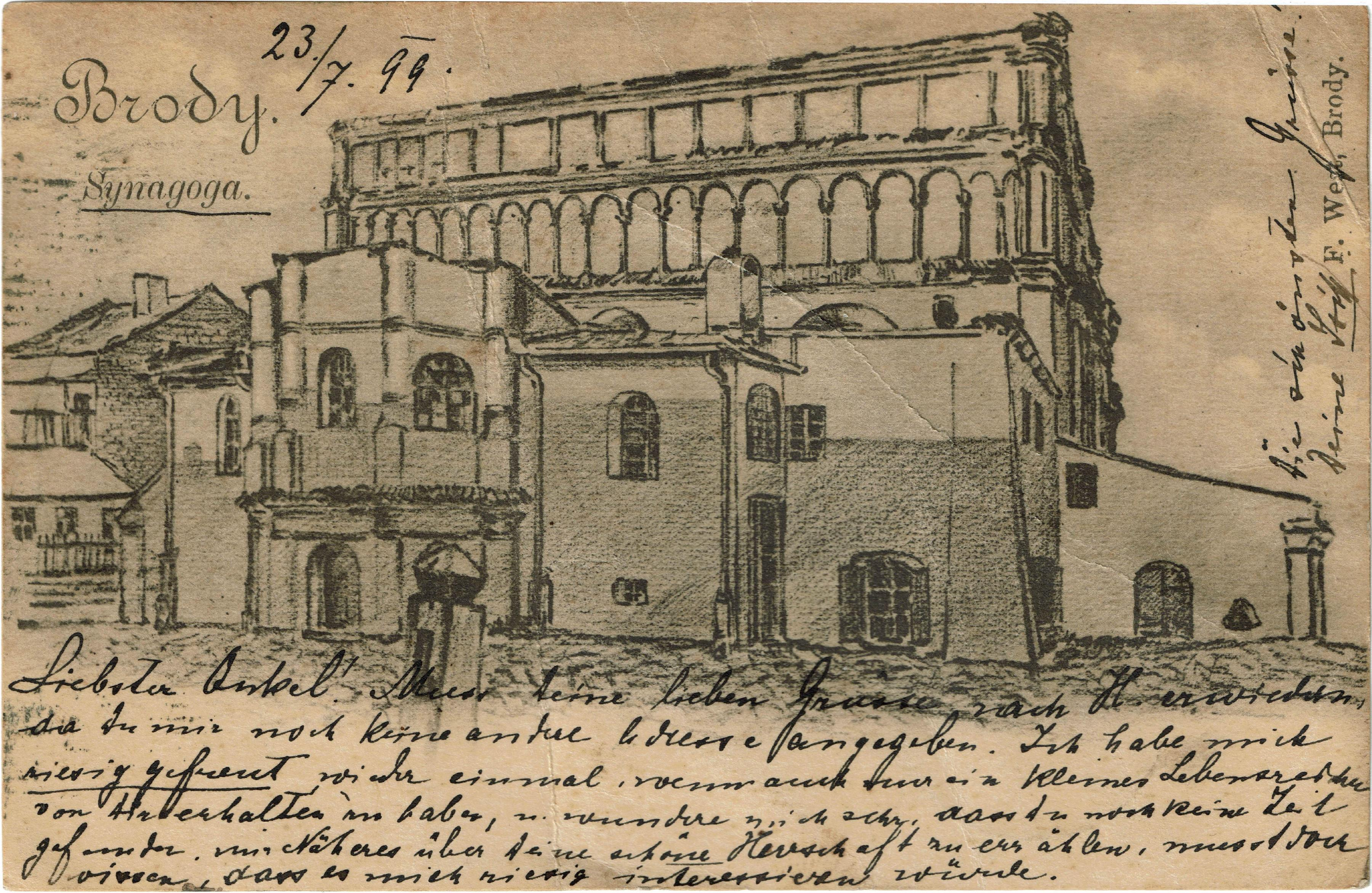
En 1899.
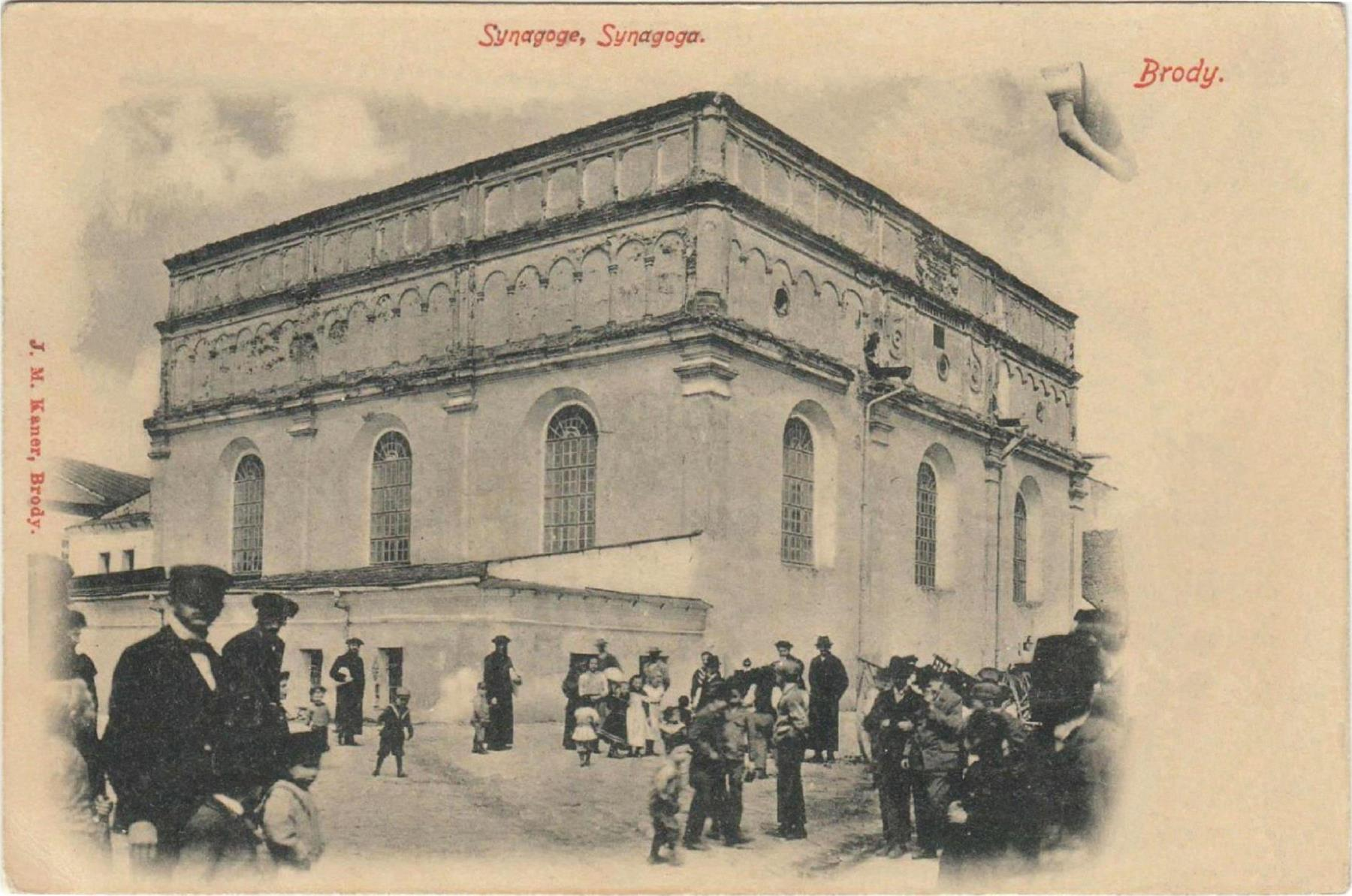
En 1901.